# Колоратка

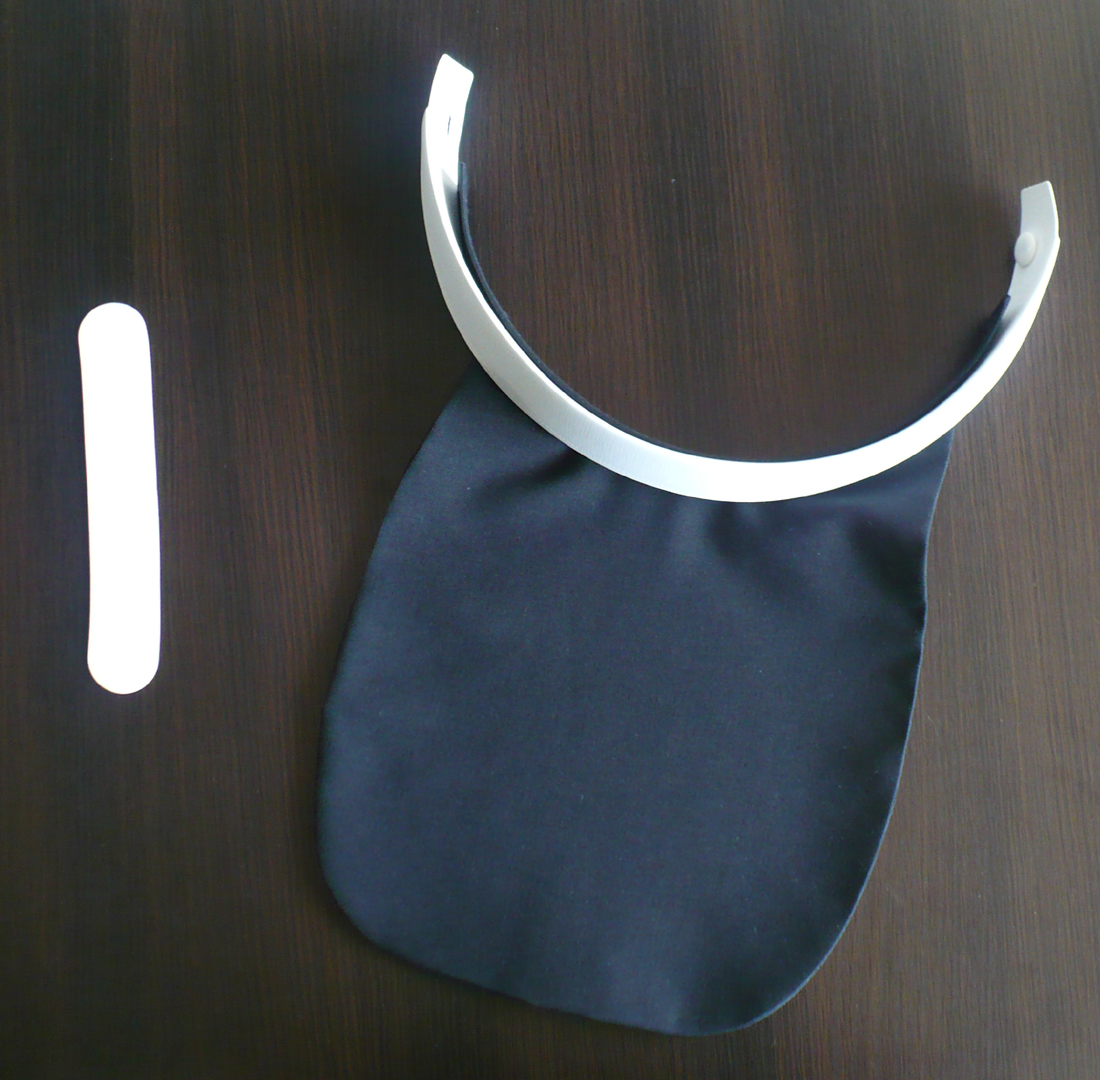
Колоратка

Колоратка (через пол. koloratka, от фр. collerette — «воротничок»; итал. collare, оба от лат. collum — «шея»), также римский воротник (col romain, англ. Roman collar) — элемент облачения клириков и иных священнослужителей в западных церквях и церковных общинах, представляющий собой жёсткий белый воротничок с подшитой к нему манишкой, застёгивающийся сзади и надевающийся под сутану, или же белую вставку в воротничок-стойку обычной рубашки (как правило, однотонной).

## История возникновения рубашек с колораткой

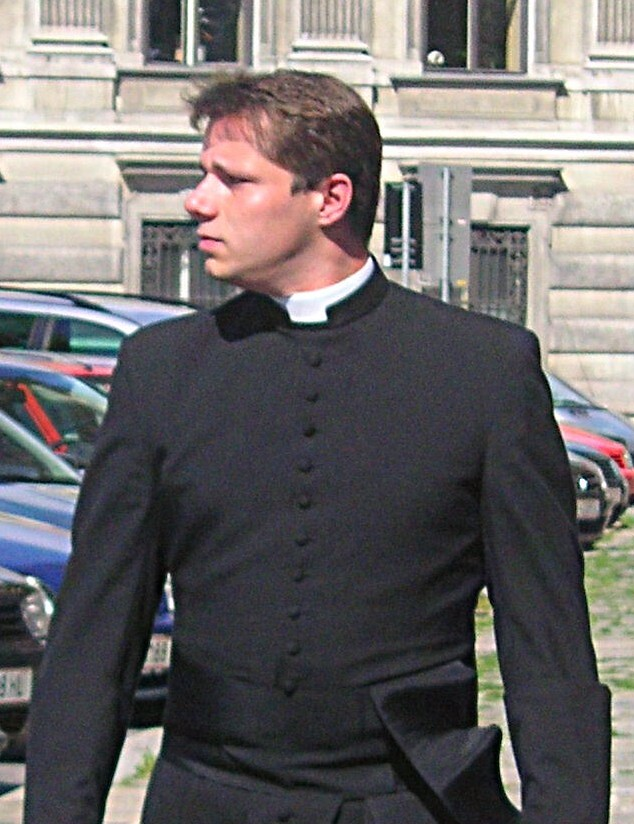
Священник с колораткой

Колоратка впервые появилась в Пресвитерианской церкви Шотландии в 1865 году. Сама колоратка первоначально представляла собой белый воротник вокруг шеи и была похожа на ошейник. Цвет одежды избирался чёрным. Таким образом, белый воротник и чёрный цвет одежды стали символом послушания Богу и посвящения своей жизни служению Ему. Также существует утверждение, что колоратка символизирует собой святость и чистоту священнослужителя и что человек с таким воротником — слуга Божий.